# موریس دو ولامینک
موریس دو ولامینک (به فرانسوی: Maurice de Vlaminck) (زادهٔ ۴ آوریل ۱۸۷۶- مرگ ۱۱ اکتبر ۱۹۵۸)از نقاشان فرانسوی است که همانند آندره درن و هانری ماتیس از اعضای مهم جنبش فوویسم محسوب می‌شود. گروهی از هنرمندان نو گرا که در استفاده از رنگهای تند با هم وجه اشتراک داشتند و از سال ۱۹۰۸–۱۹۰۴ گرد هم آمدند. موریس دو ولامینک یکی از شرکت کنندگان نمایشگاه بحث‌برانگیز سالن پاییز در سال ۱۹۰۵ بود.

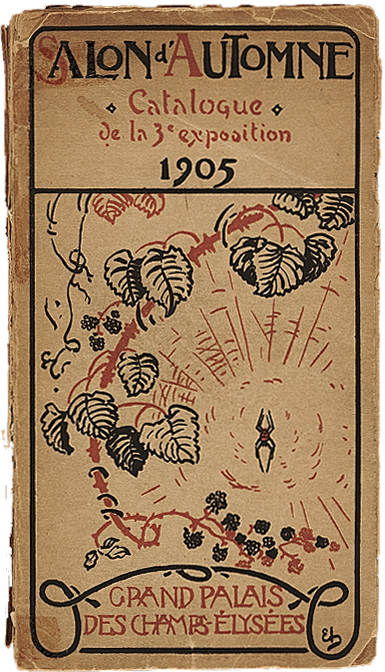
پوستر نمایشگاه سالن پاییز ۱۹۰۵ که موریس دو ولامینک در آن شرکت داشت

## زندگی‌نامه
موریس دو ولامینک در سال ۱۸۷۶ در پاریس زاده شد. پدرش ادموند جولیان  فلاندری بود و ویولن آموزش می‌داد و مادرش جوزفین کارولین گریه (به فرانسوی: Joséphine Caroline Grillet) از اهالی لورن  بود و به تدریس پیانو می‌پرداخت. ولامینک ویولن نوازی را از پدرش آموخت. او از اواخر دوران نوجوانی به آموختن هنر نقاشی روی آورد. در سال ۱۸۹۳ تحت آموزش نقاشی به نام هنری ریگالون  به آموختن هنر نقاشی پرداخت. در سال ۱۸۹۴ با سوزان برلی ازدواج کرد. ولامینک مصمم بود که مانند والدینش موسیقی را به عنوان شغل خودبر گزیند؛ ولی نقطهٔ عطف بزرگ در زندگی او ملاقات با نقاش مشتاقی به نام آندره دورن در قطاری به سمت پاریس بود که تمایلات نقاش شدن در او را تشدید کرد. ولامینک در آنزمان ۲۳ سال داشت و اواخر دوران سربازی خود را می‌گذراند. این آشنایی به دوستی مادام العمر آنان انجامید. زمانیکه در سال ۱۹۰۰ ولامینک دوران سربازیش تمام شد همراه با آندره درن استودیویی را اجاره کردند(Maison Levanneur)ولامینک در طول روز نقاشی می‌کرد و با تدریس ویولن و اجرای کنسرتهای شبانه با گروه‌های موسیقی امرار معاش می‌کرد.
در سال ۱۹۰۵ ولامینک در نمایشگاه بحث‌برانگیز هنرمندان فوویسم در سالن پاییزی شرکت کرد. در این نمایشگاه بود که منتقد هنری لوئیس وکسل بعد از دیدن رنگهای تند موریس دو ولامینک، هانری ماتیس ،آندره دورن، آلبر مارکه، کیس فان دنگن، چارلز کامون و ژان پوی آنان را حیوانات وحشی (به انگلیسی: fauves) نامید و چنین بود که جنبش آنان به همین نام عنوان یافت. به هر حال این سبک جدید با استقبال پرشوری نیز روبرو شد. گواه آن علاقه‌مندی به خرید آثار دو ولامینک توسط دلال هنری امبروز ولارد بود این دلال هنری همچنین اولین نمایشگاه انفرادی او را نیزدر سال ۱۹۰۶ ترتیب داد.
در سال ۱۹۱۱ ولامینک به لندن رفت و و به نقاشی کردن در حوالی تیمز پرداخت. در سال ۱۹۱۳ او دگر بار به همراه آندره درن در شهرهای مارسی و مرتیگ به خلق آثار نقاشی پرداخت. او در طی جنگ جهانی اول در پاریس ماند و اشعاری سرود. سرانجام در Rueil-la-Gadelière دهکدهٔ کوچکی در جنوب غربی فرانسه اقامت گزید و ازدواج دوم او با با برت کمب سر گرفت. حاصل ازدواج آنان دو فرزند دختر بود. از سال ۱۹۲۵ او سفرهایی در فرانسه کرد ولی بیشتر نقاشیهایش از مناظر رودخانهٔسن نزدیک پاریس بود. دو ولامینک از اینکه جنبش کوبیسم جای فوویسم را می‌گرفت ناراحت بود و پیکاسو را مقصر می‌دانست. در طی جنگ جهانی دوم او از آلمان بازدید کرد و بعد از بازگشتش در سال ۱۹۴۲ سخنرانی را در باب کوبیسم در مجلهٔ Comœdia منتشر کرد
دو ولامینک در ۱۱ اکتبر ۱۹۵۸ در روی لا گادولیه در گذشت.

## زندگی‌نامهٔ هنری
دو اثر نقاشی پیشگامانهٔ او در بار (At the Bar) و مردی در حال پیپ کشیدن (Man Smoking a Pipe)در سال ۱۹۰۰ کار شده‌اند.
در سالهای بعدی دو ولامینک در نزدیکی شتو زیست (نقاشی منازل شتو  تحت تأثیر از آنجا بوده است) و به همراه آندره درن و آنری ماتیس به نقاشی کردن و نمایش آثارش پرداخت. رنگ مایه‌های پررنگ و استفاده از رنگ‌های تند و زنده در آثار این دوران نحت تأثیر ملاقاتش با ونسان ون گوگ بوده است. اثر در بار  (Sur le zinc) او یادآور کارهای تولوز لوترک است، او در چهره پردازیهای شخصیتهای خود نگرشی روانشناسانه ندارد و این گسستی با نگرش هنری قرن خود و سنن دیرینه اروپایی در شخصیت پردازی خاص در پرتره‌ها بود. سورن نظریان منتقد هنری شخصیتهای او را نوعی کارتون‌های غیر شخصی دانسته است. در منظره پردازی‌های ولامینک هم نگرشی مشابه را می‌بینیم، او از نمایش جزئیات پرهیز می‌کرد و منظره‌هایش با رنگهای زنده و ضربات قلم موی تند نمایشگر حالتهای احساسی می‌گردد. نمونهٔ آن اثر زیر رست (Sous bois)است که در سال ۱۹۰۴ آنرا نقاشی کرده است. در همین سال او دست به تجربیاتی ساختارشکنانه در نقاشیهای خود زد منظره پردازیهایی که دنیای مادی در آن تبدیل به لکه‌های رنگی شده و حس حرکت را القا می‌کند. از جملهٔ این آثار می‌توان به پل شتو،سیب زمینی چینان، منظرهٔ رودخانهٔ شتو و باغ اشاره کرد.
ترکیب بندی آثار او باآثار دریافتگران وجوه مشابهی دارد او بسیاری از نقاشیهای سالهای ۱۸۸۸–۱۸۷۰ خود را در یک محل خاص کشیده است. ولامینک بعد از بازدید ار نمایشگاه و ملاقات ونسان ون گوگ عنوان کرده بود که او را بسیار دوست داشته است. از سال ۱۹۰۸ پالت رنگی او تک رنگی تر شد او در این دوران تخت تأثیر نقاشیهای پل سزان بود. کارهای متاخر او پالت رنگی تیره تری را به نمایش می‌گذارد که با ضربات سنگین کنتراستهای سفید شکل گرفته‌اند.

## مرگ
دو ولامینک در ۱۱ اکتبر ۱۹۵۸ در روی لا گادولیه در گذشت.